# Meragisa julia
Meragisa julia är en fjärilsart som beskrevs av Druce 1911. Meragisa julia ingår i släktet Meragisa och familjen tandspinnare. Inga underarter finns listade i Catalogue of Life.